# Lienella nigriceps
Lienella nigriceps är en stekelart som beskrevs av Cameron 1905. Lienella nigriceps ingår i släktet Lienella och familjen brokparasitsteklar. Inga underarter finns listade i Catalogue of Life.